# Nete
Nete (gr. Νήτη Nḗtē, łac. Nete) – w mitologii greckiej jedna z trzech muz liry, córka Apollona. Była czczona przede wszystkim w Delfach. Razem z nią były czczone jej siostry Hypate i Mese. Jej imię oznacza także najniższy z siedmiu dźwięków liry.